# Dipelta yunnanensis
Dipelta yunnanensis là một loài thực vật có hoa trong họ Kim ngân. Loài này được Adrien René Franchet mô tả khoa học đầu tiên năm 1891.

## Mô tả
Cây bụi, lá sớm rụng, cao tới 4 m. Các cành có lông tơ. Cuống lá đến 5 mm; phiến lá hình elip đến hình mũi mác, 5-10 × 2–4 cm, phía xa trục có lông trắng trên gân giữa, lông rung dọc theo mép lá, phía gần trục lông tơ thưa thớt, đáy hình nêm đến thuôn tròn, mép lá nguyên hoặc hiếm khi có răng cưa nhỏ, đỉnh nhọn hoắt đến nhọn hoắt dài. Bầu nhụy có 4 lá bắc; 2 lá bắc ngoài lớn hơn, hình thận, đồng phát triển ở quả và không che khuất đài hoa khi nở hoa; 2 lá bắc trong nhỏ hơn, không đều, một hình trứng, một nhỏ hơn và hình elip hẹp. Đài hoa 5 thùy, có lông tơ; các thùy chia 1/2-2/3, tỏa rộng ở quả. Tràng hoa màu trắng đến hồng sẫm, hai môi, 20–40 mm, hình ống rất ngắn và hẹp ở gốc; môi dưới có lông tơ với các vết màu hình lưới màu vàng cam. Bầu nhụy có lông tơ; vòi nhụy chèn, nhẵn nhụi. Quả bế hình trứng với cổ ngắn, có lông tơ, ở đỉnh với đài hoa bền, được bao bọc trong 2 lá bắc hình thận, giống như cánh, có màng, đồng phát triển. Ra hoa tháng 5-7, tạo quả tháng 7-11.

## Môi trường sống
Rừng hỗn hợp, cây bụi; ở cao độ 800-2.400 m. Có tại các tỉnh Cam Túc, Quý Châu, Hồ Bắc, Thiểm Tây, Tứ Xuyên, Vân Nam. Tên gọi trong tiếng Trung là 云南双盾木 (Vân Nam song thuẫn mộc).